# Lara Grangeon
Lara Grangeon, född 21 september 1991, är en fransk simmare.

## Karriär
Grangeon tävlade för Frankrike vid olympiska sommarspelen 2012 i London, där hon blev utslagen i försöksheatet på 400 meter medley. Vid olympiska sommarspelen 2016 i Rio de Janeiro tävlade Grangeon i två grenar (200 meter fjärilsim och 400 meter medley), där hon blev utslagen i försöksheatet i båda grenarna.
Vid OS i Tokyo 2021 slutade Grangeon på 9:e plats på 10 km öppet vatten.